# Opuntia rufida

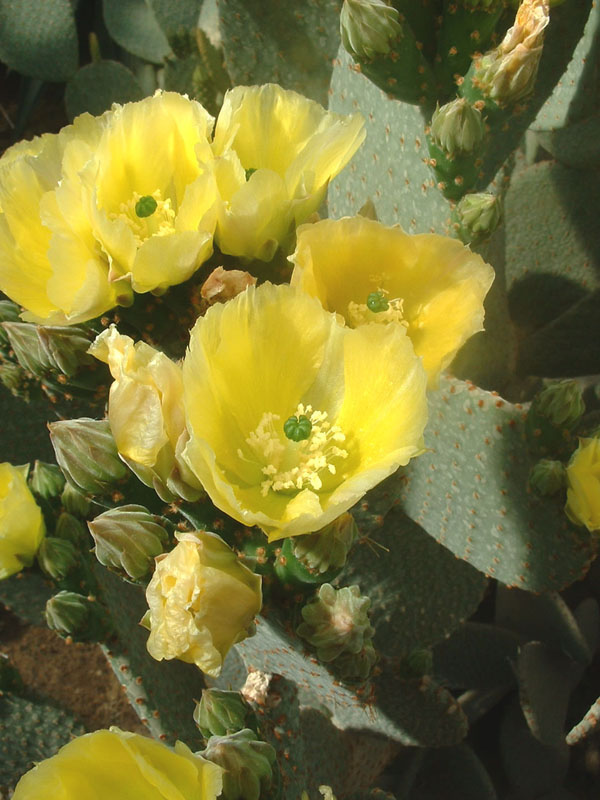
Opuntia rufida mit Blüten

Opuntia rufida ist eine Pflanzenart in der Gattung der Opuntien (Opuntia) aus der Familie der Kakteengewächse (Cactaceae). Das Artepitheton rufida stammt aus dem Lateinischen, bedeutet ‚rötlich werdend‘ und verweist auf die Farbe der Glochiden. Ein englischer Trivialname ist „Blind Prickly Pear“.

## Beschreibung
Opuntia rufida wächst strauchig mit mehreren Hauptzweigen und erreicht Wuchshöhen von 1 bis 1,5 Meter. Ein Stamm wird nur selten ausgebildet. Die kreisrunden, blaugrünen bis graugrünen Triebabschnitte sind 7,5 bis 20 Zentimeter lang, ebenso breit und 1 bis 1,5 Zentimeter dick. Die konischen Blattrudimente weisen eine Länge von bis zu 4,5 Millimetern auf. Die kreisrunden, 0,5 bis 2,5 Zentimeter auseinanderstehenden Areolen tragen auffällige, rötliche oder rötlich braune, leicht abfallende Glochiden, aber keine Dornen.
Die zunächst hellgelben Blüten werden später orange und erreichen eine Länge und einen Durchmesser von 6 bis 7,5 Zentimeter. Die fleischigen, leuchtend roten Früchte sind ellipsoid und leicht gehöckert. Sie sind bis zu 2,5 Zentimeter lang und weisen einen Durchmesser von 1,5 bis 2 Zentimeter auf.

## Verbreitung, Systematik und Gefährdung
Opuntia rufida ist in den Vereinigten Staaten im Bundesstaat Texas sowie den mexikanischen Bundesstaaten Chihuahua und Coahuila in Höhenlagen von 600 bis 1050 Metern verbreitet.
Die Erstbeschreibung wurde 1856 von George Engelmann veröffentlicht. Nomenklatorische Synonyme sind Opuntia microdasys var. rufida (Engelm.) K.Schum. (1898) und Opuntia microdasys subsp. rufida (Engelm.) U.Guzmán & Mandujano (2003).
In der Roten Liste gefährdeter Arten der IUCN wird die Art als „Least Concern (LC)“, d. h. als nicht gefährdet geführt. Die Entwicklung der Populationen wird als stabil angesehen.

## Nachweise